# Centrum Szkolenia Sił Połączonych Organizacji Traktatu Północnoatlantyckiego

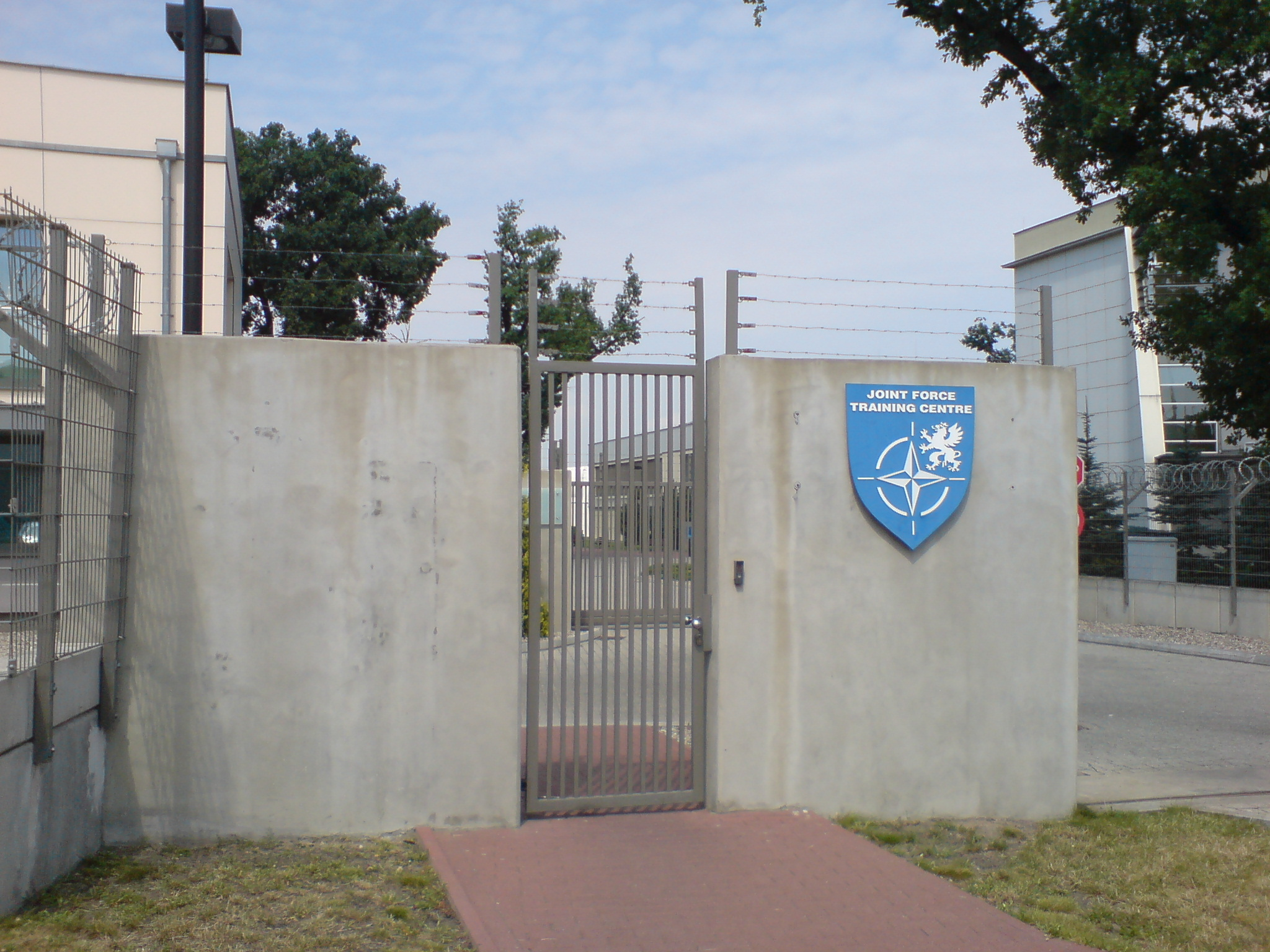
Centrum Szkolenia Sił Połączonych

Centrum Szkolenia Sił Połączonych Organizacji Paktu Północnoatlantyckiego (ang. Joint Force Training Centre – JFTC) – ośrodek szkoleniowy NATO podległy Dowództwu ds. Transformacji w Norfolk

## Charakterystyka
Oficjalnie otwarty 31 marca 2004 roku w Bydgoszczy (uroczystość inauguracyjna odbyła się 25 lipca 2004). Jego zadaniem jest szkolenie oficerów z krajów wchodzących w skład NATO oraz współdziałających w ramach programu Partnerstwo dla Pokoju, a także upowszechnianie najnowszych technologii i rozwiązań w zakresie działań na szczeblu taktycznym. Centrum organizuje wykłady, seminaria, konferencje i ćwiczenia dla oficerów. Od września 2024 szefem centrum jest polski gen. dyw. Bogdan Rycerski; jego zastępcą i szefem sztabu jest czeski gen. bryg. Petr Svoboda.
Centrum Szkolenia Sił Połączonych jest jednym z dwóch centrów szkoleniowych NATO na świecie. Od 2009 posiada ono nowoczesna siedzibę na bydgoskim osiedlu Błonie. W 2004 zatrudniało ono 113 oficerów, podoficerów i pracowników cywilnych, a obecnie liczba wzrosła do 170. 
JFTC jest również główną siedzibą dorocznego Ćwiczenia Koalicyjnej Interoperacyjności Bojowej (CWIX) NATO. Bierze w nim udział około 1000 uczestników z ponad 20 państw członkowskich NATO, krajów partnerskich, a także licznych dowództw i agencji NATO.